# Black Midi
I Black Midi (stilizzato black midi) sono stati un gruppo musicale rock sperimentale britannico, formatosi a Londra nel 2017.

## Storia

### Nascita (2015-2017)
Prima che il gruppo si costituisse, Geordie Greep tenne delle jam session con Matt Kwasniewski-Kelvin e Morgan Simpson. Tutti e tre (così come Cameron Picton) frequentavano la BRIT School. Nel 2016, mentre frequentavano la scuola, Greep e Kwasniewski-Kelvin ingaggiarono Simpson per formare una band, con Greep e Kelvin alla voce e alla chitarra e Simpson alla batteria. Picton si unì più tardi, al basso, completando la line-up.
L'8 giugno 2018 il gruppo ha pubblicato il suo primo singolo, intitolato Bmbmbm, tramite l'etichetta Speedy Wunderground del produttore Dan Carey. Il 26 settembre 2018 fu pubblicata una cassetta contenente spezzoni di un'esibizione assieme a Damo Suzuki, tenutasi il 5 maggio 2018.
Nel marzo 2019 la band ha suonato al South by Southwest di Austin, Texas. Il 23 gennaio 2019 il gruppo ha pubblicato il secondo singolo, Speedway. Una versione pubblicata in vinile 12" includeva alcuni remix.

### Schlagenheim(2019)
Nel gennaio 2019 il gruppo ha annunciato di avere firmato per la Rough Trade. La band ha quindi pubblicato i primi due singoli sotto quest'etichetta a marzo e aprile 2019, rispettivamente Crow's Perch e Talking Heads. Il 14 maggio venne annunciato il primo album, Schlagenheim, pubblicato il 21 giugno. L'album venne registrato nel 2018 col produttore Dan Carey, e ha ricevuto un'acclamazione pressoché universale da parte della critica. L'album ha ricevuto una nomination per il Premio Mercury 2019.

## Formazione
- Geordie Greep - voce, chitarra
- Cameron Picton - voce, basso
- Morgan Simpson - batteria

## Discografia
Album in studio
- 2019 - Schlagenheim
- 2021 - Cavalcade
- 2022 - Hellfire

Singoli
- 2018 - Bmbmbm
- 2019 - Speedway
- 2019 - Crow's Perch
- 2019 - Talking Heads
- 2019 - Ducter
- 2019 - 7-Eleven
- 2020 - Sweater
- 2021 - John L/Despair
- 2021 - Slow (Loud)
- 2021 - Chondromalacia Patella
- 2021 - Cruising
- 2022 - Welcome To Hell
- 2022 - Eat Men Eat
- 2022 - Sugar/Tzu

EP
- 2022 - Cavalcovers